# Nanzhuang, Guangdong
Nanzhuang (kinesiska: 南庄) är en köping i sydöstra Kina. Den ligger i stadsdistriktet Chancheng i staden Foshan i  provinsen Guangdong, omkring 31 kilometer sydväst om provinshuvudstaden Guangzhou. Antalet invånare är 156 902. Befolkningen består av 67 697 kvinnor och 89 205 män. Barn under 15 år utgör 10,0 %, vuxna 15-64 år 84 %, och äldre över 65 år 4,0 %.